# یاش ریسدون
یاش ریسدون (انگلیسی: Josh Risdon؛ زادهٔ ۲۷ ژوئیهٔ ۱۹۹۲) بازیکن فوتبال اهل استرالیا است.
وی همچنین در تیم ملی فوتبال استرالیا بازی کرده‌است.